# Shahe (Xingtai)
Koordinaten: 36° 53′ N, 114° 30′ O
Shahe (chinesisch 沙河市, Pinyin Shāhé shì) ist eine chinesische kreisfreie Stadt der bezirksfreien Stadt Xingtai in der Provinz Hebei. Sie hat eine Fläche von 970,3 km² und zählt 498.416 Einwohner (Stand: Zensus 2010).
Die Song-Jing-Steintafel (Song Jing bei 宋璟碑) aus der Zeit der Tang-Dynastie steht seit 2006 auf der Liste der Denkmäler der Volksrepublik China (6-813).